# Liste der Monuments historiques in Eckartswiller
Die Liste der Monuments historiques in Eckartswiller führt die Monuments historiques in der französischen Gemeinde Eckartswiller auf.

## Liste der Objekte
| Bezeichnung   | Beschreibung                                          | Standort                           | Kennzeichnung | Schutzstatus | Datum | Bild |
| ------------- | ----------------------------------------------------- | ---------------------------------- | ------------- | ------------ | ----- | ---- |
| Kelch         | Silber, vergoldet, zweite Hälfte des 18. Jahrhunderts | in der Kirche St-Barthélémy (Lage) | PM67000065    | Classé       | 1969  |      |
| Heidenglöckel | Bronzeglocke, Anfang des 15. Jahrhunderts             | in der Kirche St-Barthélémy (Lage) | PM67000587    | Classé       | 1982  |      |